# Гульден Нидерландской Индии
Гульден Нидерландской Индии (нидерл. Nederlands-Indische gulden) — денежная единица Нидерландской Индии.

## История
С 1610 года в обращении использовались голландские деньги и различные иностранные монеты. Чеканка голландских монет специально для Голландской Индии начата в 1726 году. В 1746 году голландская Ост-Индская компания открыла на острове Ява филиал банка — первое банковское учреждение на архипелаге. В 1782 году компания начала выпуск банкнот — первых бумажных денег архипелага. В связи с широким использованием в обращении испано-американского песо банкноты выпускались в рейксдальдерах, равных испанскому песо. В 1812 году выпускались банкноты в долларах, а в 1814 — в рупиях.
В 1815 году начат выпуск банкнот казначейства колонии в гульденах. 24 января 1828 года был основан Банк Явы, получивший право выпуска банкнот на 10 лет. Впоследствии это право неоднократно продлевалось. Банк начал выпуск банкнот в гульденах в том же году.
С 1854 года гульден = 100 центов.

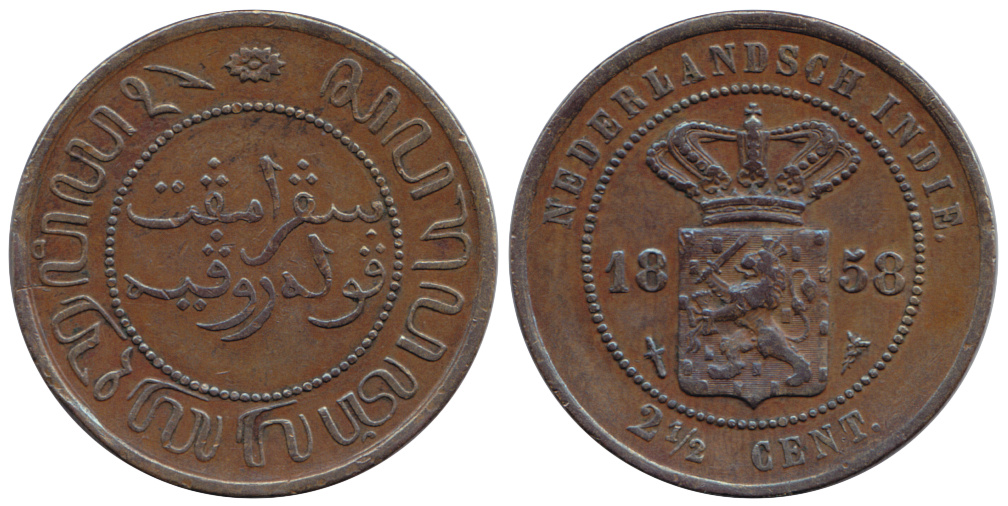
2 1/2 цента 1858 года, медь. Королевский монетный двор, Утрехт.

До 1877 года действовала денежная система на основе биметаллизма (1 индонезийский гульден = 0,6048 г чистого золота и 9,613 г чистого серебра), а с марта 1877 до августа 1914 года — золотомонетный стандарт с золотым содержанием гульдена в 0,6048 г; в обращении сохранялись и ранее выпущенные серебряные монеты.
Вместе с метрополией Нидерландская Индия вновь вернулась к золотому стандарту в апреле 1925 года, но уже в форме золотослиткового стандарта, сохранявшегося до сентября 1936 года.
Перед оккупацией Явы японскими войсками золотой запас Яванского банка был вывезен в Австралию и Южную Африку. Оккупировав в феврале-марте 1942 года Яву, японцы вскоре приняли меры по контролю за банковской системой. В апреле 1942 года были запрещены все банковские операции, затем были ликвидированы все голландские, британские и китайские банки. Их место заняли филиалы Иокогама спесие банка, Банка Тайваня и Митсуи банка.
В период японской оккупации в 1942—1945 годов выпускались оккупационные гульдены (банкноты в гульденах и центах) по соотношению: 1 оккупационный гульден = 1 японской иене. В 1943 году, учитывая антиголландские настроения населения Явы и Суматры, японцы выпустили денежные знаки нового образца с надписями на индонезийском языке в рупиях (вместо гульденов). В 1946 году оккупационные гульдены были обменены по соотношению: 100 оккупационных гульденов = 3 гульдена Нидерландской Индии. Банк Явы фактически возобновил свою деятельность только в районах, занятых нидерландскими войсками. На территории, занятой войсками Республики Индонезия, в 1946 году были выпущены собственные денежные знаки. Курс гульдена Банка Явы и «партизанской рупии» в разных районах отличался и часто менялся. Выпускались также различные местные денежные знаки (банкноты, купоны, мандаты, облигации). Денежный хаос был преодолён в основном только в 1948—1949 годах.
В соответствии с Гаагским соглашением 1949 года Банк Явы, продолжавший выпуск гульдена, получил статус эмиссионного банка Соединённых Штатов Индонезии. В 1950 году, с ликвидацией Соединённых Штатов и провозглашения унитарной Республики Индонезия, денежной единицей Индонезии стала индонезийская рупия, гульден был изъят из обращения.
В Нидерландской Новой Гвинее, остававшейся до 1962 года под управлением Нидерландов, в 1950 году гульден Нидерландской Индии был заменён на гульден Нидерландской Новой Гвинеи.

## Монеты и банкноты последних выпусков
Монеты последних выпусков чеканились номиналами:
- 1⁄2 цента: 1933—1939, 1945;
- 1 цент: 1936—1939, 1942, 1945;
- 21⁄2 цента: 1914, 1915, 1920, 1945;
- 1⁄10 гульдена: 1937—1942, 1945;
- 1⁄4 гульдена: 1937—1939, 1941, 1942, 1945;
- 1 гульден: 1943;
- 21⁄2 гульдена: 1943[2].

Банкноты последнего выпуска датированы 2 марта 1943 года, печатались в США American Bank Note Company. Были выпущены банкноты в 50 центов, 1, 21⁄2, 5, 10, 25, 50, 100, 500 гульденов.